# NGC 552
NGC 552 est une étoile située dans la constellation des Poissons et voisine de la galaxie NGC 553.
L'astronome germano-britannique William Herschel a enregistré la position de cette étoile le 13 septembre 1784.